# Devils Lake (Oregon)
Der Devils Lake ist ein natürlicher See im US-Bundesstaat Oregon. Der 277 Hektar große See liegt östlich der Stadt Lincoln City im Lincoln County. Der flache See ist maximal 6,4 Meter tief, seine durchschnittliche Tiefe beträgt 2,6 Meter.
Der fast fünf Kilometer lange und durchschnittlich 600 Meter breite See erstreckt sich zwischen der Stadt Lincoln City und der Oregon Coast Range mit dem Siuslaw National Forest. Hauptzuflüsse sind Rock Creek am Südende des Sees und der Thompson Creek im Nordosten des Sees, der Abfluss des Sees ist der D River im Südwesten. Der D River gilt mit als kürzester Fluss der Welt, da er nach nur 37 Metern in den Pazifik mündet.
Der Name Devils Lake bezieht sich auf indianische Legenden, wonach im See ein Monster lebt, das auch Menschen angreift, so auch ein Kanu des Häuptling der Siletz, Fleetfoot. In der Sprache der Indianer wurde der See Neotsu genannt. Heute heißt ein Ortsteil von Lincoln City am Nordende des Sees so. 
Am südlichen Teil des Sees liegt die Devils Lake State Recreation Area. Die Stadt Delake schenkte 1957 einen Teil des Gebiets dem Staat Oregon, durch Ankäufe wurde das Gebiet bis 1961 auf 42 ha erweitert. Der State Park besteht aus zwei Teilen, einen Campingplatz am Westufer und einen Parkbereich am Südufer des Sees. Der Campingplatz mit 32 Wohnmobil- und über 50 Zeltplätzen liegt am Westufer nahe dem D River. Es ist der einzige Campingplatz an der Küste Oregons, der sich inmitten einer Stadt befindet. Die Stellplätze befinden sich zwischen Küsten-Kiefern und Erlen und sind durch ein Feuchtgebiet vom See getrennt. Vom Campingplatz führt ein Fußweg führt zum Seeufer, wo sich eine Bootsrampe befindet. Das Feuchtgebiet ist Lebensraum für viele Wasservögel wie Kanadareiher, Kormorane, Blässhühner und Enten. Der See ist Winterquartier für zahlreiche Zugvögel, darunter auch Weißkopfseeadler. Am Südufer des Sees befindet sich der Parkbereich für Tagesbesucher, wo sich ebenfalls ein Bootssteg und eine Rampe sowie Picknicktische und ein Badebereich befinden. Der See ist ein beliebtes Angelgewässer, bietet aber auch Platz für Wasserski, Kajakfahren und andere Wassersportarten.